# Friedrich Weigand (Holzschneider)
Friedrich Weigand (geboren 11. November 1842 in Wien; gestorben 4. März 1913 in Stuttgart) war ein österreichisch-deutscher Holzstecher.
Er arbeitete in den 1870er Jahren im Xylographischen Institut von Adolf Closs in Stuttgart, dann in der Xylographischen Anstalt von Richard Bong in Berlin und um 1890 im Xylographischen Atelier der k.k. Hof- und Staatsdruckerei in Wien. Seinen letzten Wohnsitz nahm er wieder in Stuttgart.
Weigands Künstlersignaturen lauteten A. Closs X. I. F. Weigand sc., X.A. v. A. Cloß. FWeigand sc., F. Weigand sc. und R. Bong X. A. F. Weigand sc.

## Bekannte Holzstiche
- Joseph Victor von Scheffel: Der Trompeter von Säckingen. Ein Sang vom Oberrhein, Stiche nach Zeichnungen von Adolf von Werner, Druck der J. B. Metzler’schen Buchdruckerei in Stuttgart, 1873[1]
- Italien. Eine Wanderung von den Alpen bis zum Aetna, nach Gemälden von Rudolf Schick, Gustav Bauernfeind, Ludwig Dill, Arthur Calame u. a., meist gestochen von Adolf Closs, Weigands Stiche nach G. Bauerfeind, Stuttgart: Engelhorn, 1875[1]
- Georg Ebers: Aegypten in Bild und Wort. Dargestellt von unseren ersten Künstlern, Band 1, Stuttgart; Leipzig: Druck und Verlag von Eduard Hallberger, 1879; Digitalisat über das Münchener Digitalisierungszentrum
- Moderne Kunst in Meister-Holzschnitten nach Gemälden und Skulpturen berühmter Meister der Gegenwart, Berlin: Bong, 1879[1]
- Die österreichisch-ungarische Monarchie in Wort und Bild, Stiche nach verschiedenen Künstlern, Wien 1885ff.[1]